# Der Turm des Schweigens (1925)
Der Turm des Schweigens ist ein deutscher Stummfilm von Regisseur Johannes Guter aus dem Jahr 1924. Der Schwarzweißfilm hat sechs Akte und wurde am 29. Januar 1925 im Berliner UFA-Theater Tauentzienpalast uraufgeführt.

## Handlung
Die beiden Flieger Arved Holl und Wilfred Durian erforschen mit ihrem Doppeldecker-Flugzeug die Große Victoria-Wüste in Australien. Nach einem Erkundungsflug misslingt Durian die Landung, und das Flugzeug geht verloren. Die beiden sitzen in der Wüste fest. Um ihre Forschungsergebnisse zu retten, losen die beiden, wer sich mit den Unterlagen und den knappen Wasservorräten zu Fuß retten soll. Obwohl das Los auf Holl fällt, macht sich Durian mit den Unterlagen und dem Wasser heimlich auf den Weg und lässt Holl in der Wüste zurück. Nach der erfolgreichen Heimkehr überzeugt Durian Holls Verlobte, dass dieser tot sei und heiratet Liane.
Holl hat jedoch überlebt. Er liegt schwer krank nach einem Autounfall in einer verfallenden Klosterruine, zu der auch der Turm des Schweigens gehört. Dort lebt Ceel der Turmwärter, der verrückte Wissenschaftler Eldor Vartalun, welcher dort seltsame Flugmaschinen konstruiert und dessen vermeintliche Tochter Eva, die Holl gesund pflegt. Unter dem Turm liegt das Grab von Evas Mutter. 
Holl erfährt hier von der Heirat seiner Verlobten mit Wilfred Durian. Der Turmwärter erzählt ihm und Eva die Geschichte ihres Vaters. Als dieser vor 20 Jahren nach langer Abwesenheit zurück nach Hause gekommen war, fand er seine Frau verheiratet mit einem Durian – dem Vater Wilfreds – vor. Eva ist deren Tochter. Die Mutter stürzte sich daraufhin in den Tod. Nachdem Eldor nun viele Jahre auf die Rückkehr Durians gewartet hatte und nun dessen Sohn begegnet, bringt er diesen um und stürzt sich anschließend mit einer seiner Flugmaschinen in den Tod.

## Hintergrund
2006 wurde der Film von der Friedrich-Wilhelm-Murnau-Stiftung restauriert. Grundlage war ein Originalnegativ mit Blitztiteln und die Zensurkarte aus dem Filmarchiv des Bundesarchivs in Berlin. Der Film wurde beim Berliner Internationalen Film Festival am 9. Februar 2007 in dieser Fassung vorgeführt.
Die Handlung lehnt sich an William Shakespeares Der Sturm an. Das Szenenbild des Films von Rudi Feld fand besonders durch die beeindruckenden Kulissen des Turmes Beachtung. Teile der Bauten des erst kurz zuvor gedrehten Films Die Nibelungen wurden hierfür wiederverwendet.
In England lief der Film unter dem Titel The Tower of Silence.
Aufführungen:
- Deutschland: 29. Januar 1925
- Am 20. März 1925 lief “Der Turm des Schweigens” in Dresden im Ufa-Palast, Waisenhausstraße 26.[6]
- Großbritannien: 5. April 1926[7]

## Kritik
„Besonders gelungen die Bauten Rudi Felds, die zum Teil jene geheimnisvolle, phantastische Stimmung wiedergeben, aus der die Tragödie des schweigenden Turms hervorwächst und die zum anderen in den Interieurs Muster neudeutscher Raumkunst darbieten. Für die gelungene Photographie zeichnet Günther Rittau verantwortlich.“

„Das Werk weist einen stilistischen Zwiespalt auf, was zunächst auf das von Curt J. Braun verfaßte Manuskript zurückzuführen ist. Auf der einen Seite die mittelalterliche Phantastik des Turmes (wenn auch nur eine Phantastik, die dem Vorstellungsvermögen geistiger Mittelständler angepaßt ist), auf der anderen Seite Gesellschaftsmilieu im Stile der bewährten Filmkonvention. Hier hätte die Regie von Dr. Guter einsetzen müssen. Sein Endziel hätte darin bestehen müssen, den zwitterhaften Charakter des Films, der durch den Stoff gegeben war, durch Stimmungseinheit zu überwinden. Das hätte dadurch geschehen können, daß der „moderne“ Teil, wenn man so sagen darf, ebenfalls in die Sphäre der Irrealität hätte gehoben werden müssen. Und vor allem: dies Geschehen müßte wie ein Furio vorüberrasen. Guter bevorzugt, seiner Natur entsprechend, ein Tempo Moderato. Aber dies sind Einwände, die für die Zuschauermasse natürlich überhaupt nicht in Betracht kamen. Diese wird sich überall an die starken Spannungsreize der Fabel und an die blonde Schönheit der Xenia Desni halten, die wie eine Lichtgestalt durch die Handlung gleitet. Schauspielerisch gibt sie freilich nur eine Skizze, wenn auch in einigen mimischen Übergängen ihre filmische Begabung aufblitzt. Der geniale, aus dem jiddischen Theater bekannte Avrom Morewsky gibt hier Theater in einem übersteigertem al fresco. Seine Mimik wird zur Grimasse, seine Gebärde zur Attitüde im Meininger Stil. (…) Hanna Ralph, Nigel Barrie, Fritz Delius geben gepflegte Filmschablone.“

Quelle:

## Sonstiges
Die beiden im Film zu sehenden Stadtaufnahmen zeigen die Stadt Dresden – die erste einen Blick von der Frauenkirche Richtung Osten zur Elbe, die zweite vom Rathausturm Richtung Westen mit Kreuzkirche, Altmarkt und Sophienkirche.